# Cinnamon

Interfața grafică trebuie să fie modelată conform perifericului. Cinnamon este modelat pentru utilizarea cu tastatură și maus, dar și utilizarea prin touchscreen este posibil. În contrast cu KDE Plasma Workspaces, există numai o interfață grafică pentru toate tipurile de periferic.

Cinnamon este un spațiu de lucru sau mediu desktop gratuit și open source pentru sistemele X Window Systems. Cinnamon este un fork la GNOME Shell, dezvoltat de Linux Mint. Acesta încearcă să ofere un spațiu de lucru mult mai tradițional bazat pe metafora desktop, cum ar fi GNOME 2. Cinnamon foloseste ca manager de fereste Muffin, un fork la managerul de fereste GNOME 3, Mutter.

## Părere generală
În revizuirea Linux Mint 17, Ars Technica a descris Cinnamon 2.2 ca "fiind, probabil, cel mai ușor de utilizat spațiu de lucru disponibil pe orice platformă."Cu toate că la data de ianuarie 2012 încă în primele stadii de dezvoltare, primirea lui Cinnamon a fost în general pozitivă, susținătorii săi îl percep ca fiind mai flexibil și mai puternic decât GNOME Shell oferind în același timp caracteristici avansate.

## Galerie de imagini

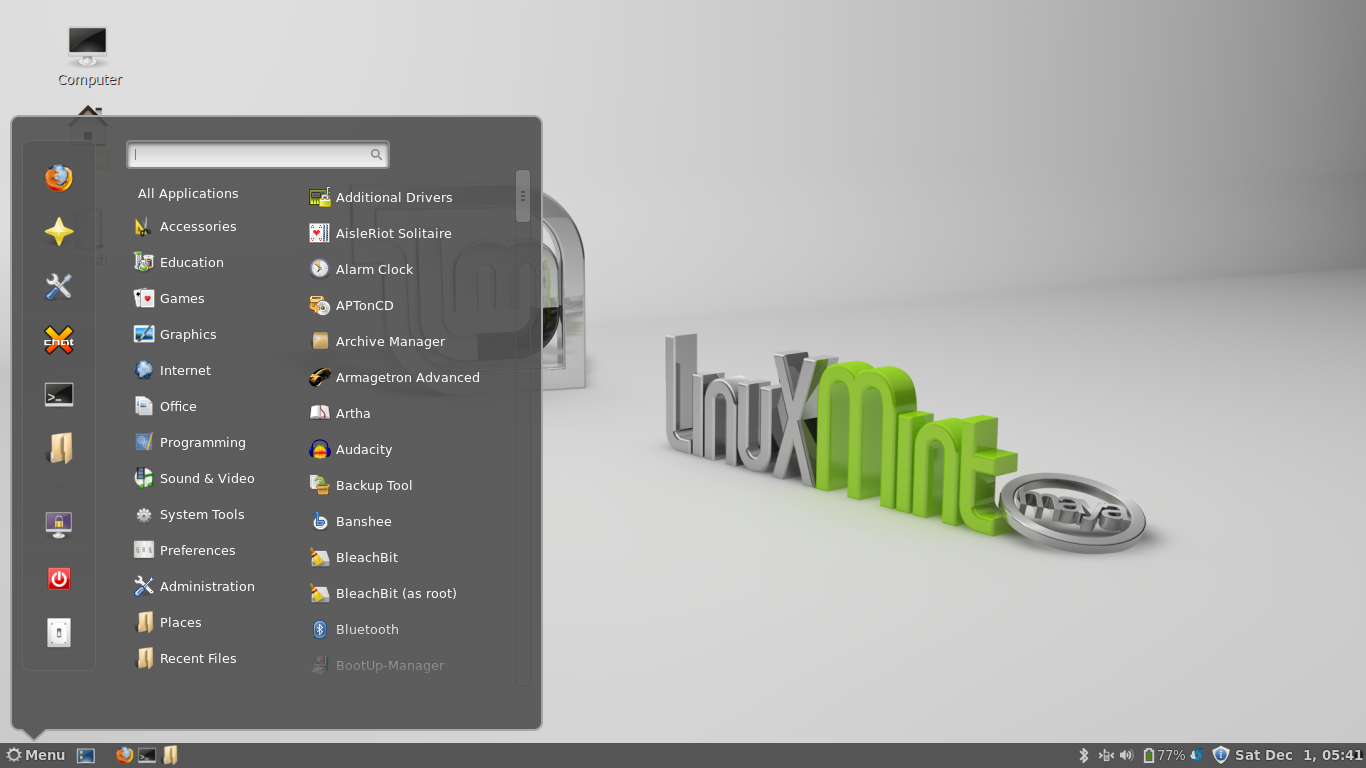
Cinnamon 1.6.7 Meniu indicând pe Linux Mint Maya.
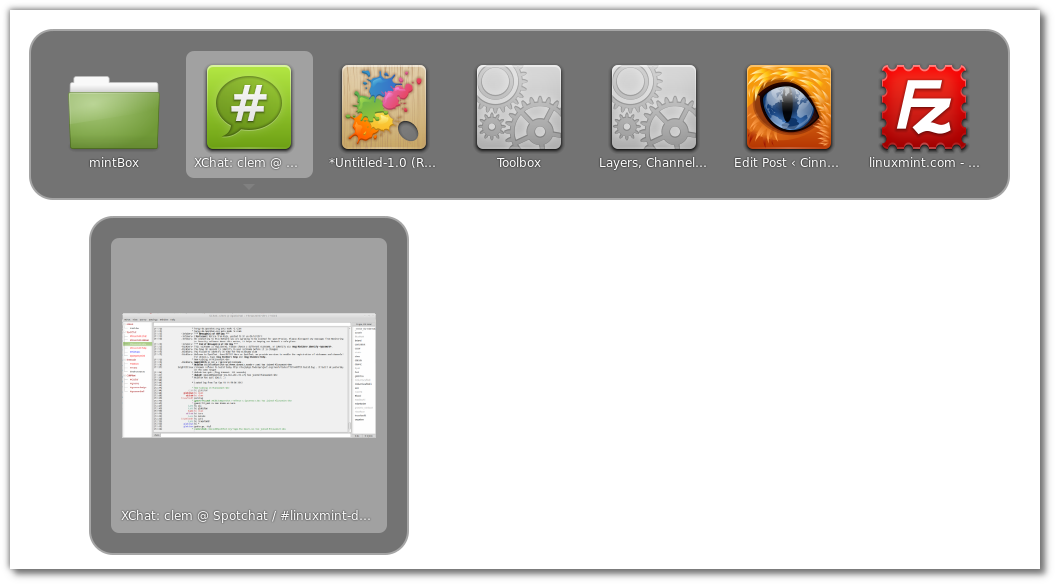
Cinnamon 1.6 indicând  Alt-Tab miniaturi și previzualizări ferestre.
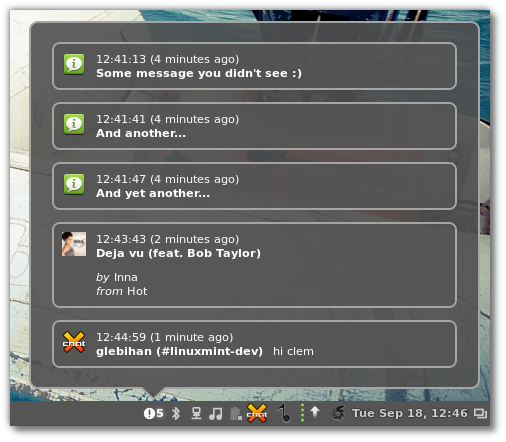
Cinnamon 1.6 indicând Notification Applet.
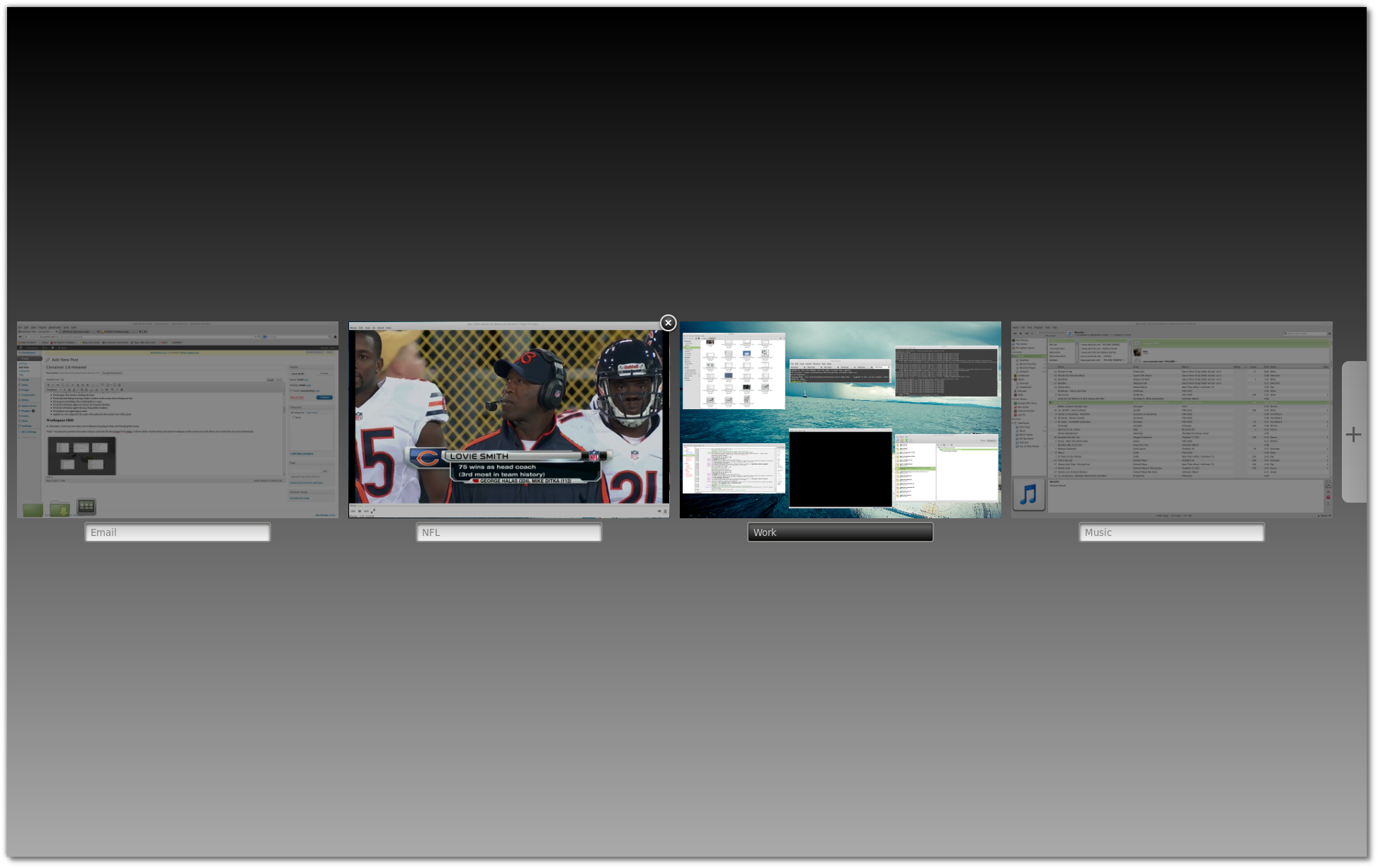
Cinnamon 1.6 indicând Workspace OSD.
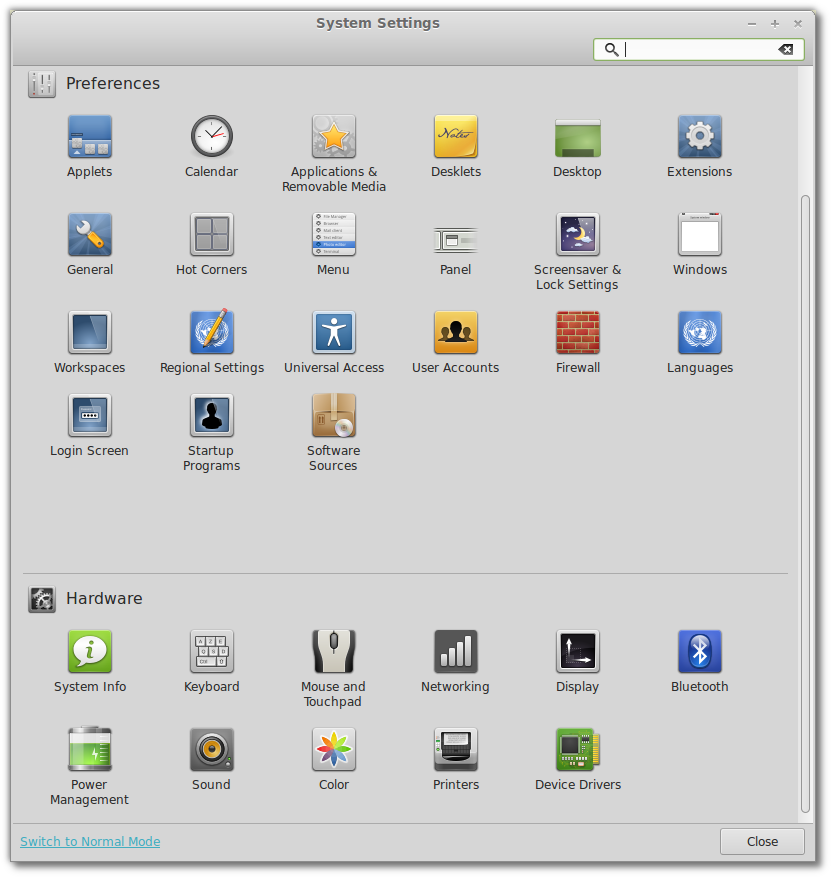
Cinnamon Centru Control în Cinnamon 1.8